# Artrodeza

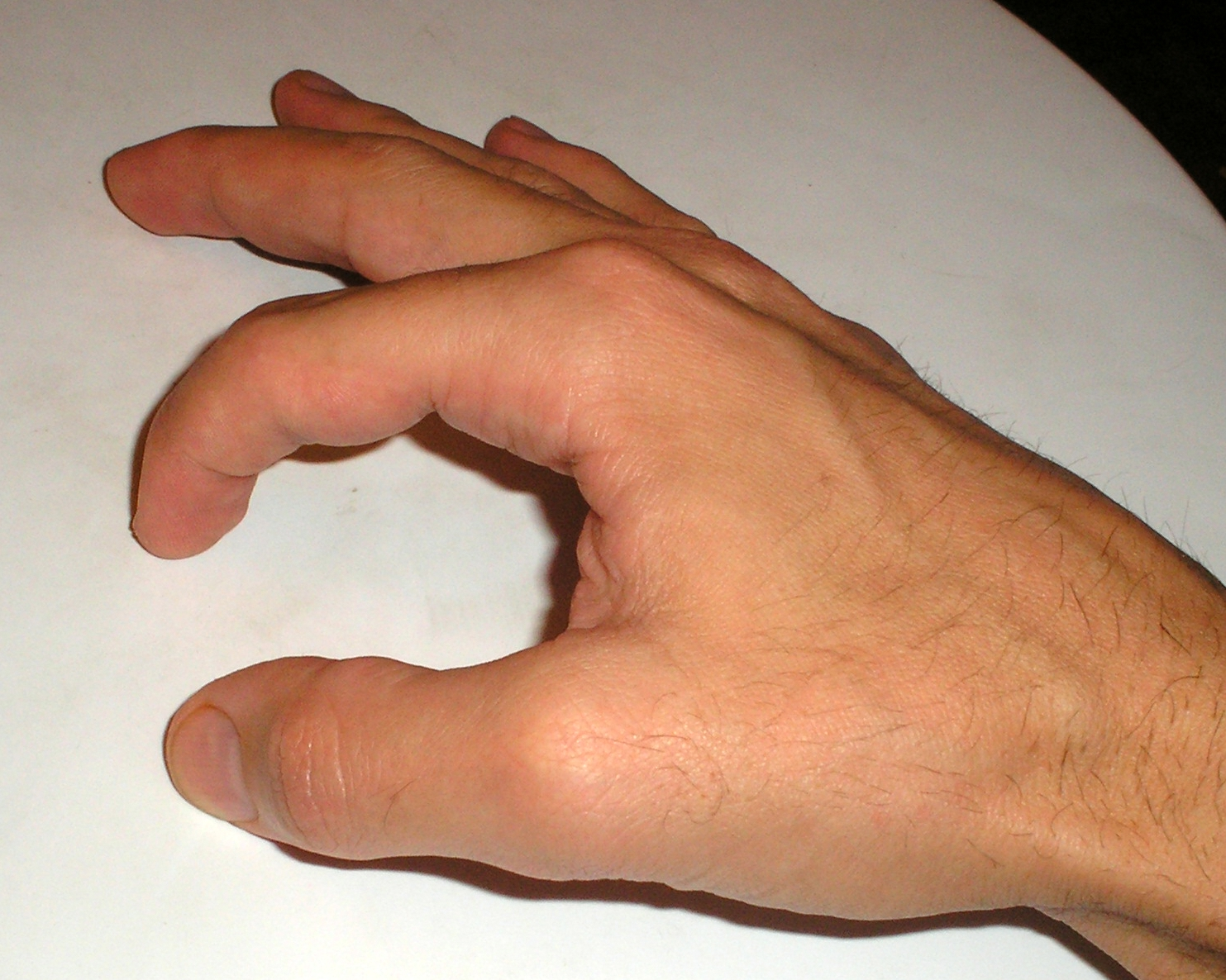
Artrodeza stawu PIP palca wskazującego

Artrodeza, zwana również sztuczną ankylozą jest operacyjnym wytworzeniem w stawie osteogenezy pomiędzy dwiema kośćmi wskutek interwencji chirurgicznej i ma na celu trwałe usztywnienie stawu uniemożliwiając jego późniejsze zginanie.
Artrodezę stosuje się w celu wyeliminowania niewyleczalnego bólu stawów, który nie może być usunięty przez analgetyki (środki przeciwbólowe), zastosowanie ortezy lub innych klasycznych metod. Typowym powodem takiego bólu są:
- pourazowe pęknięcia i rozszczepienia kości w obrębie stawów,
- nienaprawialne  uszkodzenia chrząstki stawowej,
- zapalenie stawów, w tym reumatoidalne.

Artrodezę stosuje się najczęściej do usztywniania:
- stawów kręgosłupa,
- stawów ręki,
- stawu skokowego i stawów stopy[2].

Dawniej artrodeza była stosowana jako standardowy zabieg usuwający ból w operacjach stawu kolanowego i stawu biodrowego, obecnie jest stosowana wyjątkowo. Dominującym zabiegiem przywracającym użytkowość tych stawów (i przywracającym mobilność –  co wyklucza artrodeza) stało się wszczepienie endoprotezy.

## Techniki
Artrodeza może być wykonana na kilka sposobów:
- poprzez autoprzeszczep kości pobranej z innej części kośćca (jako technika zalecana)
- wykorzystując kość pobraną z banku kości (przeszczep)
- wszczepiając sztuczne kości.

## Po operacji
Artrodeza jest zwykle  czasowo wzmacniana poprzez wykonanie zespolenia metalowego wewnętrznego lub założenie stabilizatora zewnętrznego. Są one  usuwane po okresie przebudowy kostnej miejsca artrodezy, po kilku tygodniach (stabilizator) lub miesiącach czy latach (zespolenia wewnętrzne).